# Screen Actors Guild Award för bästa stuntensemble i en TV-serie
Nedan följer en lista över vinnare och nominerade av en Screen Actors Guild Award för Bästa stuntensemble i en TV-serie, (Screen Actors Guild Award for Outstanding Performance by a Stunt Ensemble in a Television Series). Priset har delats ut i den här kategorin sedan den 14:e galan, och ges ut till den TV-serie som anses haft en stuntensemble som presterat bäst under året.
Vinnare presenteras överst med blå färg och övriga nominerade för samma år följer efter. Året avser det år som TV-serien vann för, för att sedan tilldelas priset på galan året därpå.

## Vinnare och nominerade

### 2000-talet
| År          | TV-serie            |
| ----------- | ------------------- |
| 2007 (14:e) | 24                  |
| 2007 (14:e) | Heroes              |
| 2007 (14:e) | Lost                |
| 2007 (14:e) | Rome                |
| 2007 (14:e) | The Unit            |
| 2008 (15:e) | Heroes              |
| 2008 (15:e) | The Closer          |
| 2008 (15:e) | Friday Night Lights |
| 2008 (15:e) | Prison Break        |
| 2008 (15:e) | The Unit            |
| 2009 (16:e) | 24                  |
| 2009 (16:e) | Heroes              |
| 2009 (16:e) | The Closer          |
| 2009 (16:e) | Dexter              |
| 2009 (16:e) | The Unit            |

### 2010-talet
| År          | TV-serie                     |
| ----------- | ---------------------------- |
| 2010 (17:e) | True Blood                   |
| 2010 (17:e) | Burn Notice                  |
| 2010 (17:e) | CSI: New York                |
| 2010 (17:e) | Dexter                       |
| 2010 (17:e) | Southland                    |
| 2011 (18:e) | Game of Thrones              |
| 2011 (18:e) | Dexter                       |
| 2011 (18:e) | Southland                    |
| 2011 (18:e) | Spartacus: Gods of the Arena |
| 2011 (18:e) | True Blood                   |
| 2012 (19:e) | Game of Thrones              |
| 2012 (19:e) | Boardwalk Empire             |
| 2012 (19:e) | Breaking Bad                 |
| 2012 (19:e) | Sons of Anarchy              |
| 2012 (19:e) | The Walking Dead             |
| 2013 (20:e) | Game of Thrones              |
| 2013 (20:e) | Boardwalk Empire             |
| 2013 (20:e) | Breaking Bad                 |
| 2013 (20:e) | Homeland                     |
| 2013 (20:e) | The Walking Dead             |
| 2014 (21:a) | Game of Thrones              |
| 2014 (21:a) | 24: Live Another Day         |
| 2014 (21:a) | Boardwalk Empire             |
| 2014 (21:a) | Homeland                     |
| 2014 (21:a) | Sons of Anarchy              |
| 2014 (21:a) | The Walking Dead             |
| 2015 (22:a) | Game of Thrones              |
| 2015 (22:a) | The Blacklist                |
| 2015 (22:a) | Daredevil                    |
| 2015 (22:a) | Homeland                     |
| 2015 (22:a) | The Walking Dead             |
| 2016 (23:e) | Game of Thrones              |
| 2016 (23:e) | Daredevil                    |
| 2016 (23:e) | Luke Cage                    |
| 2016 (23:e) | The Walking Dead             |
| 2016 (23:e) | Westworld                    |